# Мванза (регіон)
Мванза (англ. Mwanza) — один з 31 регіону Танзанії. Має площа 19 592 км², з яких 19 592 км² належать до суші, за переписом 2012 року його населення становило 2 772 509 осіб. Адміністративним центром області є місто Мванза.

## Географія
Розташований на північному заході країни, має вихід до озера Вікторія.

## Адміністративний поділ
Адміністративно область поділена на 7 округів:
- Укереве
- Магу
- Сенгерема
- Місунгві
- Квімбі
- Ньямагана
- Ілемела